# Джіранде (дегестан)
Джіранде (перс. جیرنده) — дегестан в Ірані, у бахші Амарлу, в шагрестані Рудбар остану Ґілян. За даними перепису 2006 року, його населення становило 2826 осіб, які проживали у складі 829 сімей.

## Населені пункти
До складу дегестану входять такі населені пункти:
- Айїне-Дег
- Біварзін
- Ґувард
- Дамаш
- Дарбанд
- Дештраз
- Ескабон
- Єкнам
- Закабар
- Зард-Кеш
- Каре-Руд
- Кармак-е-Бала
- Мадан-е-Санґ-е-Сіман
- Мадан-е-Санґруд
- Пакдег
- Парудбар
- Санґруд